# Weitersweiler
Weitersweiler (pfälzisch: Weitschwiller) ist eine Ortsgemeinde im Donnersbergkreis in Rheinland-Pfalz. Sie gehört der Verbandsgemeinde Göllheim an.

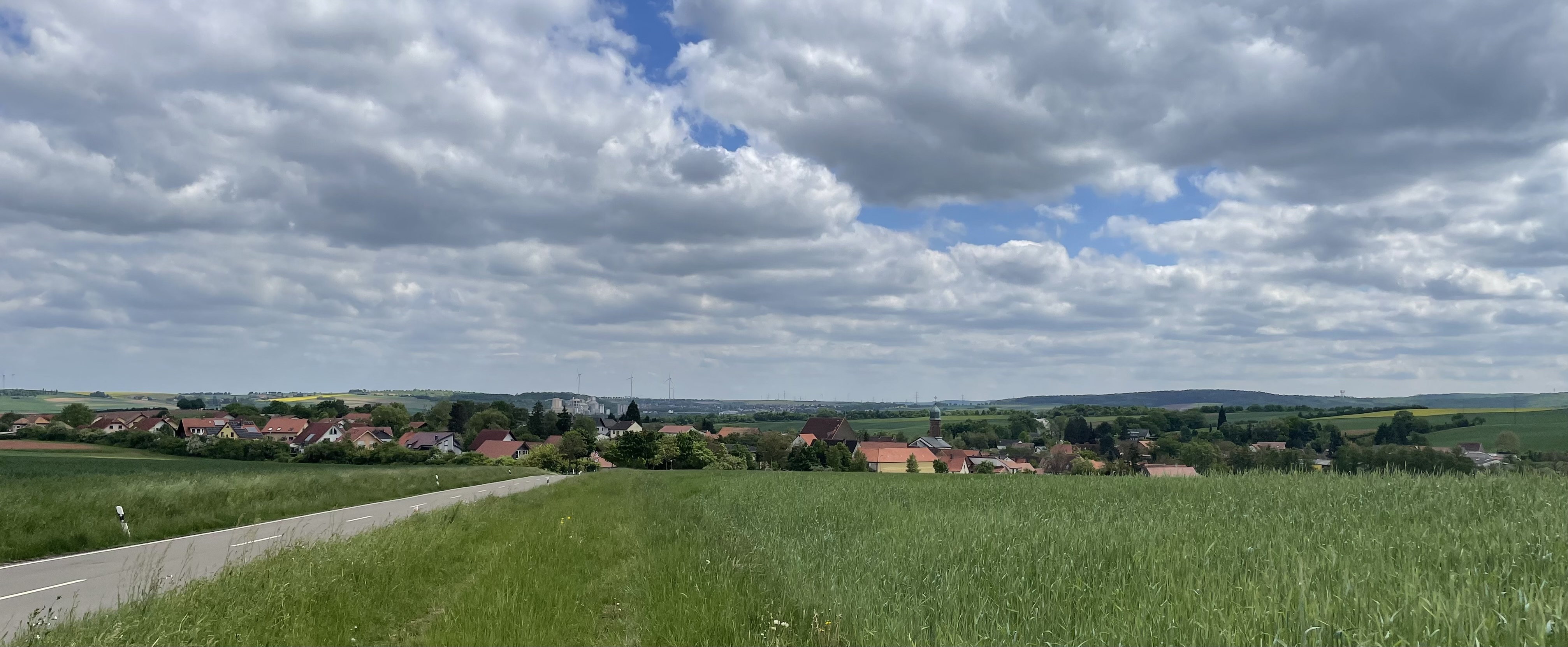
Weitersweiler von Norden

## Geographie
Die vom Häferbach durchflossene Gemeinde liegt nördlich des Naturparks Pfälzerwald und östlich des Donnersbergs, zwischen Kaiserslautern und Worms. Im Nordwesten befindet sich Bennhausen, im Westen Jakobsweiler und im Südosten Dreisen. Die Gemarkungsfläche wird zu 81 % landwirtschaftlich genutzt.

## Geschichte
Die älteste erhaltene Erwähnung von Weitersweiler stammt von 1120. Das Kloster Otterberg war im Ort begütert.
Von 1410 bis 1792 war Weitersweiler durch den Häferbach als Grenze geteilt. Der nördliche Teil gehörte überwiegend zur Herrschaft Wambold von Umstadt. Der Teil südlich des Häferbachs stand zuletzt unter der Herrschaft der Fürsten von Nassau-Weilburg. Die Namensgebung des am 5. Mai 2019 eröffneten ortshistorischen Wambold-Nassauer-Weges erinnert an diese Zeit.
Im Jahr 1794 nahmen französische Revolutionstruppen das Linke Rheinufer ein. Die Pfalz wurde Teil der Französischen Republik (bis 1804) und anschließend Teil des Französischen Kaiserreichs. Weitersweiler wurde in dieser Zeit dem Kanton Göllheim im Departement Donnersberg eingegliedert und gehörte zur Mairie Dreysen. Auf dem Wiener Kongress fiel die linksrheinische Pfalz 1815 zunächst an Österreich und 1816 aufgrund eines Tauschvertrages an das Königreich Bayern. Verwaltungstechnisch gehörte Weitersweiler nun von 1818 bis 1862 zum Landkommissariat Kirchheim – später Kirchhheimbolanden, aus dem das Bezirksamt Kirchhheimbolanden, 1939 in Landkreis Kirchheimbolanden umbenannt, hervorging.
Die katholische Pfarrkirche St. Bartholomäus wurde zwischen 1876 und 1880 erbaut.
Nach dem Zweiten Weltkrieg wurde Weitersweiler innerhalb der französischen Besatzungszone Teil des damals neu gebildeten Landes Rheinland-Pfalz. Im Zuge der ersten rheinland-pfälzischen Verwaltungsreform wechselte die Gemeinde 1969 in den neu gebildeten Donnersbergkreis, drei Jahre später wurde die Gemeinde innerhalb dieses Kreises in die ebenfalls neu entstandene Verbandsgemeinde Göllheim eingegliedert.

## Religion

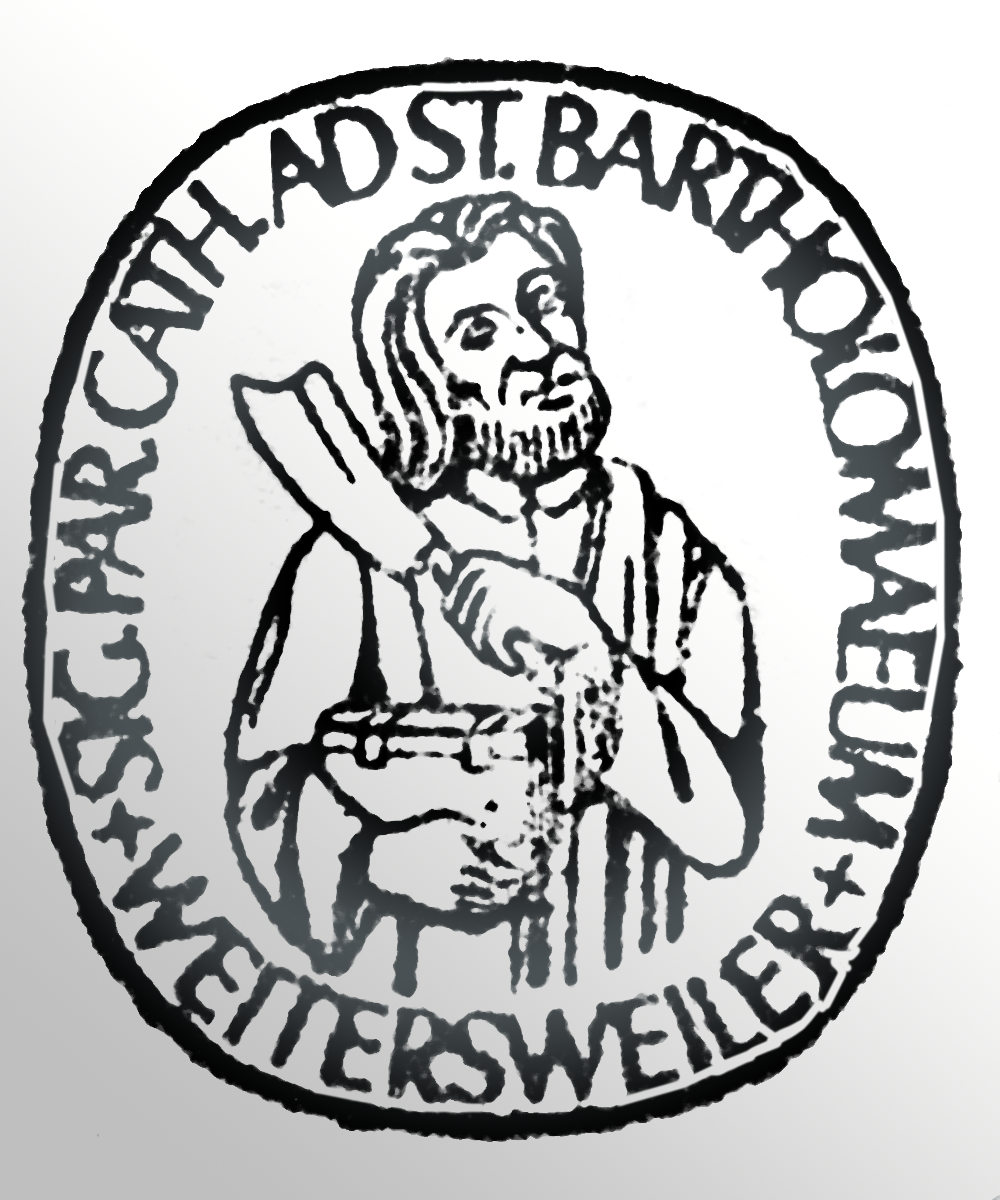
St. Bartholomäus, ehemaliges Pfarrsiegel

Ursprünglich von Kirchheimbolanden aus betreut, gehörte Weitersweiler ab 1698 zur Pfarrei Dreisen. Dreisen war zwischen 1698 und 1707 Sitz einer eigenen Pfarrei, der auch die Orte Bennhausen, Bolanden, Jakobsweiler (bis 1738), Standenbühl und Steinbach angehörten. Nachdem die Kirche in Dreisen 1707 als ganze den Reformierten zugeschlagen wurde, wurde der katholische Pfarrer vertrieben und die Pfarrei von Dreisen nach Weitersweiler verlegt, die den Namen St. Bartholomäus trug. Dreisen selbst gehörte seitdem als Filiale zur Pfarrei Göllheim. Seit 1. Januar 2016 ist Weitersweiler Bestandteil der Pfarrei Hl. Philipp der Einsiedler, die ihren Sitz in Göllheim hat.

## Politik

### Gemeinderat
Der Gemeinderat in Weitersweiler besteht aus acht Ratsmitgliedern, die bei der Kommunalwahl am 9. Juni 2024 in einer Mehrheitswahl gewählt wurden, und dem ehrenamtlichen Ortsbürgermeister als Vorsitzendem. Bei der Wahl 2024 reduzierte sich die Anzahl der Ratsmitglieder gemäß rheinland-pfälzischen Kommunalwahlrecht von zwölf auf acht, da die Einwohnerzahl am Stichtag unter 500 gesunken war.

### Bürgermeister
Thomas Busch wurde am 15. August 2019 Ortsbürgermeister von Weitersweiler. Bei der Direktwahl am 26. Mai 2019 war er mit einem Stimmenanteil von 80,69 % gewählt worden. Bei der Direktwahl am 9. Juni 2024 wurde er als einziger Bewerber mit 92,7 % für weitere fünf Jahre in seinem Amt bestätigt.
Buschs Vorgänger Armin Göbel hatte das Amt seit 2009 ausgeübt, war aber 2019 nicht erneut angetreten.

### Wappen
| Wappen von Weitersweiler | Blasonierung: „In Rot der heilige Bartholomäus in silbernem Gewand mit blauem Umhang, Bart, Haupthaar und Nimbus golden, in der rechten Hand ein Schindermesser und mit der linken Hand einen Schild haltend, der geteilt von Schwarz und Silber mit drei Spindeln in verwechselten Tinkturen.“ |
| Wappen von Weitersweiler | |

### Gemeindepartnerschaft
Mit der französischen Gemeinde Weiterswiller im Elsass besteht eine Partnerschaft. Sie unterstützt bei der Durchführung des alle zwei Jahre im Juni stattfindenden deutsch-französischen Bauernmarkts.

## Kultur und Sehenswürdigkeiten

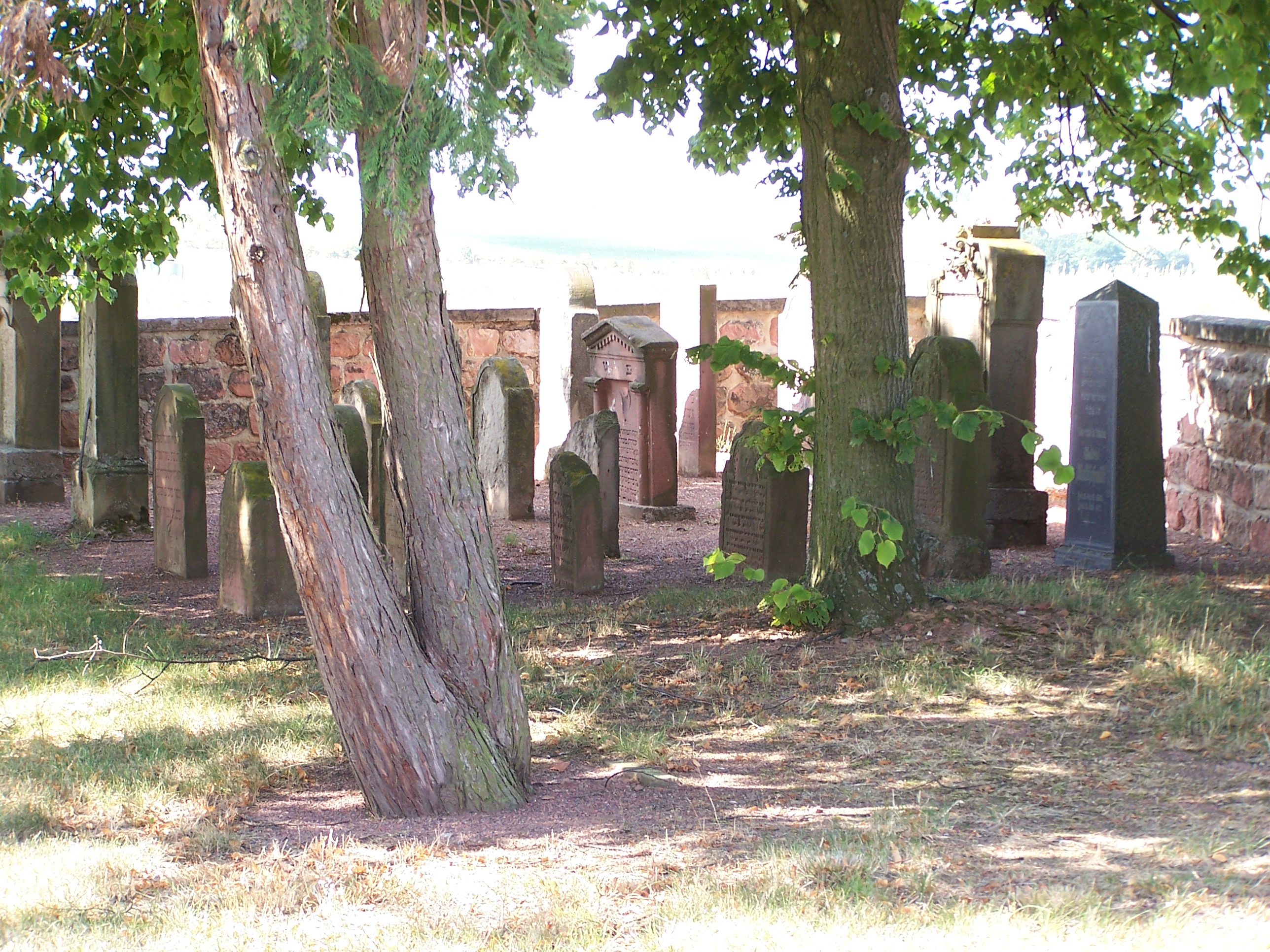
Jüdischer Friedhof (2005)

- Über Weitersweiler Gebiet führen der Westpfalz-Wanderweg sowie zwei Wanderwege des Pfälzerwald-Vereins.
- Der Jüdische Friedhof östlich von Weitersweiler ist ein geschütztes Kulturdenkmal. Aus dem Zeitraum von 1772 bis 1917 sind 21 Grabsteine erhalten.
- In der zwischen 1876 und 1880 erbauten katholischen Pfarrkirche St. Bartholomäus, einem das Ortsbild prägenden spätklassizistischen Saalbau, finden auch regelmäßig protestantische Gottesdienste statt.[3]

Siehe auch:
- Liste der Kulturdenkmäler in Weitersweiler
- Liste der Naturdenkmale in Weitersweiler

## Wirtschaft und Infrastruktur
Durch den Ort verläuft die L 497. In 1 km Entfernung befindet sich südöstlich ein direkter Anschluss an die A 63.
An den Nahverkehr ist der Ort über die von Behles Bus betriebenen Buslinien 903 und 906 angebunden. In Dreisen (2 km) befindet sich ein Bahnhof der Zellertalbahn, der jedoch nicht regelmäßig im Personenverkehr bedient wird.

## Persönlichkeiten
- Gregor Köhler (1733–1819), Benediktinerpater und Theologe